# Hybanthus aurantiacus
Hybanthus aurantiacus är en violväxtart som först beskrevs av George Bentham, och fick sitt nu gällande namn av Melch.. Hybanthus aurantiacus ingår i släktet Hybanthus och familjen violväxter. Inga underarter finns listade i Catalogue of Life.